# Găiseni
Găiseni est une commune roumaine située dans le județ de Giurgiu.